# Moto médicale

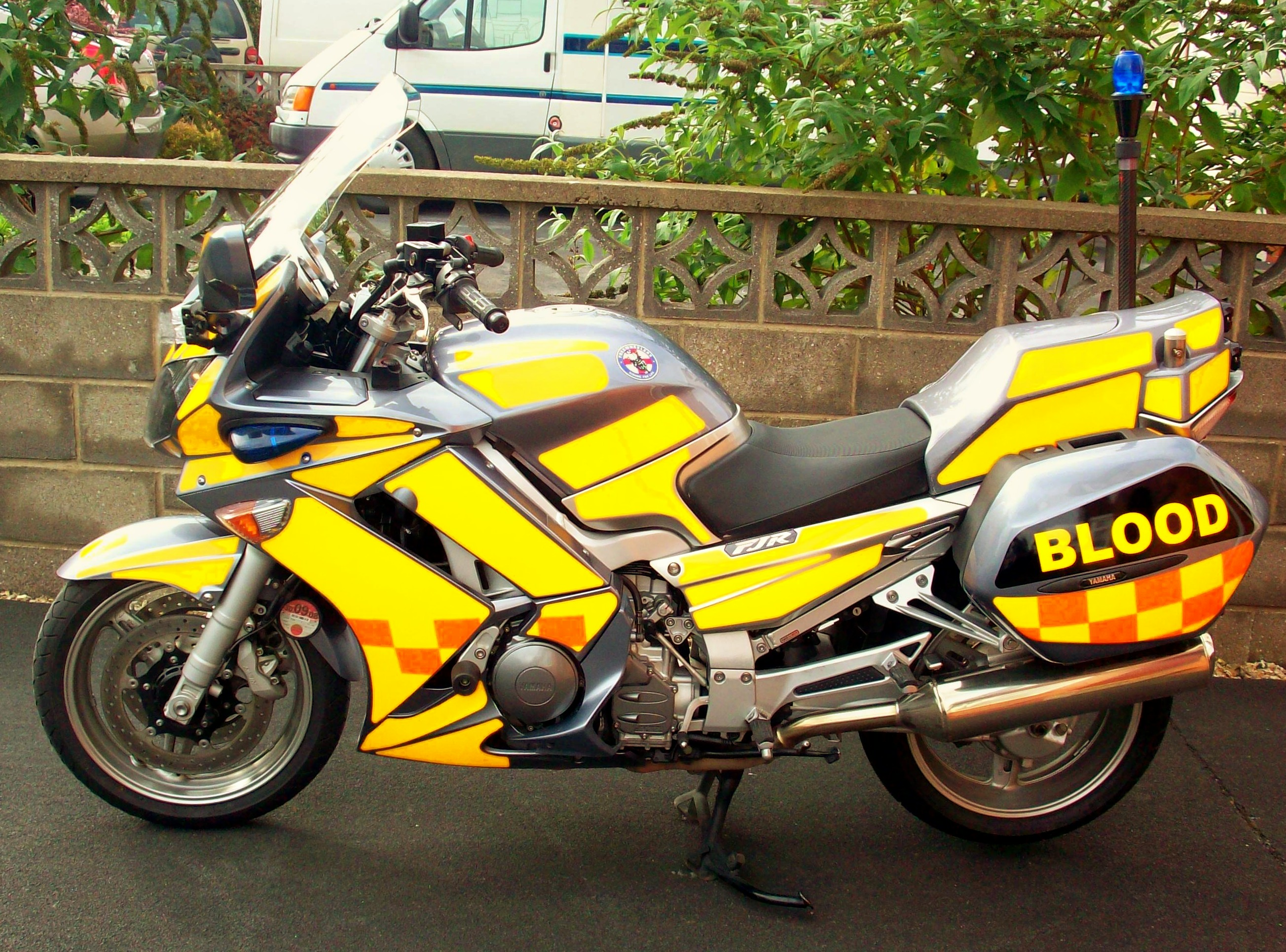
Une moto-médicale exploité par les Freewheelers EVS.

Une moto-médicale est une moto utilisée pour transporter des articles médicaux urgents et de secours, y compris du sang, des radiographies, des échantillons, des médicaments et de la documentation entre les hôpitaux et d'autres établissements de santé,.
Au Royaume-Uni et en Irlande, un réseau d'organismes caritatifs enregistrés largement indépendants, dont les membres sont tous des bénévoles non rémunérés, fournit des services de transport de sang à moto en collaboration avec les autorités sanitaires locales. Nombre d'entre elles sont représentées par la Nationwide Association of Blood Bikes (NABB),.
Il existe également des services commerciaux de transport du sang par moto.